# Međunarodni dan vidljivosti transrodnih osoba
Međunarodni dan transrodne vidljivosti godišnji je događaj održan 31. ožujka posvećen proslavi transrodnih osoba i podizanju svijesti o diskriminaciji s kojima se susreću transrodne osobe diljem svijeta, kao i proslavi njihovih doprinosa društvu. Dan je osnovala američka aktivistica transrodnih osoba Rachel Crandall iz Michigana 2009. godine kao odgovor na nedostatak prepoznavanja transrodnih osoba u LGBT+ zajednici, navodeći frustraciju što je jedini transrodni dan sjećanja na transrodne osobe, posvećen ubijenim transrodnim osobama, dok s druge strane nema dana za proslavu živih članova transrodne zajednice. Prvi međunarodni transrodni dan vidljivosti održan je 31. ožujka 2009. godine. Od tada ga vodi Američka organizacija za zagovaranje mladih transrodnih studenata.
Godine 2014., taj su dan obilježili aktivisti širom svijeta − uključujući Irsku i Škotsku.

## Društveni mediji
Godine 2015. mnoge transrodne osobe sudjelovale su u mrežnim kampanjama na društvenim mrežama poput Facebooka, Twittera, Tumblera i Instagrama. Sudionici su objavljivali seboslike, osobne priče i statistike povezane s transrodnim pitanjima i ostalim povezanim sadržajima kako bi podigli svijest i povećali vidljivost.

## Vanjske poveznice
- Obrazovni resursi za studente u TDoV
- Internet zajednica TransVisibility